# Spartacus: Nisip însângerat
Spartacus: Nisip însângerat (în engleză Spartacus: Blood and Sand) este numele primului sezon al serialului de televiziune Spartacus. Acesta a fost prezentat în premieră de canalul TV american Starz pe 22 ianuarie 2010. Scenariul se concentrează pe figura istorică a lui Spartacus (interpretat de Andy Whitfield), un gladiator trac care în perioada 73 - 71 î.Hr. a condus o răscoală majoră a sclavilor împotriva Republicii romane. Producătorii executivi Steven S. DeKnight și Robert Tapert s-au axat pe structurarea evenimentelor din tinerețea obscură a lui Spartacus despre care n-a rămas nimic în istorie. Serialul a fost evaluat 17+ pentru violență grafică, conținut sexual și limbaj trivial.

Genericul fimului Spartacus: Nisip însângerat

## Lista episoadelor
- "The Red Serpent", 22 ianuarie 2010
- "Sacramentum Gladiatorum", 29 ianuarie 2010
- "Legends", 5 februarie 2010
- "The Thing in the Pit", 12 februarie 2010
- "Shadow Games", 19 februarie 2010
- "Delicate Things", 26 februarie 2010
- "Great and Unfortunate Things", 5 martie 2010
- "Mark of the Brotherhood", 12 martie 2010
- "Whore", 19 martie 2010
- "Party Favors", 26 martie 2010
- "Old Wounds", 2 aprilie 2010
- "Revelations", 9 aprilie 2010
- "Kill Them All", 16 aprilie 2010

## Vezi și
- Spartacus (serial TV)
- Spartacus: Zeii Arenei (Spartacus: Gods of the Arena) (2011), sezonul al II-lea
- Spartacus: Vengeance  (2012), sezonul al III-lea